# Bulgaria ai XV Giochi olimpici invernali
La Bulgaria partecipò ai XV Giochi olimpici invernali, svoltisi a Calgary, Canada, dal 13 al 28 febbraio 1988, con una delegazione di 26 atleti impegnati in sette discipline.